# Lulu Sun
Lulu Sun (* 14. April 2001 als Lucija Radovčić in Te Anau) ist eine neuseeländisch-schweizerische Tennisspielerin. Sie hat den Namen ihrer Mutter angenommen.

## Karriere
Lulu Sun begann im Alter von fünf Jahren mit dem Tennisspielen, nachdem ihre Eltern von Neuseeland in die Schweiz gezogen waren. Ihr bevorzugtes Terrain ist laut ITF-Profil der Sandplatz. Sie tritt vor allem auf Turnieren der ITF Women’s World Tennis Tour an, auf denen sie bisher sieben Einzel- und vier Doppeltitel gewinnen konnte. Bis März 2024 startete Sun für den Verband Swiss Tennis, seitdem repräsentiert sie Tennis New Zealand.
Im Sommer 2024 feierte Lulu Sun ihre ersten größeren Erfolge auf der WTA Tour, als sie bei den Wimbledon Championships als ungesetzte Spielerin das Viertelfinale erreichte und später beim Hartplatzturnier in Monterrey bis ins Finale vordrang. Damit belegte sie Anfang September 2024 erstmals einen Platz unter den Top 40 der Damen-Weltrangliste, obwohl sie zuvor bei den US Open in der ersten Runde verletzungsbedingt hatte aufgeben müssen.

## Turniersiege

### Einzel
| Nr. | Datum             | Turnier        | Kategorie | Belag             | Finalgegnerin   | Ergebnis      |
| --- | ----------------- | -------------- | --------- | ----------------- | --------------- | ------------- |
| 1.  | 17. Februar 2019  | Port Pirie     | ITF W15   | Hartplatz         | Jennifer Elie   | 6:2, 6:3      |
| 2.  | 24. Februar 2019  | Perth          | ITF W15   | Hartplatz         | Jennifer Elie   | 7:61, 6:3     |
| 3.  | 13. Dezember 2020 | Monastir       | ITF W15   | Hartplatz         | Carole Monnet   | 6:0, 2:6, 6:2 |
| 4.  | 11. Juli 2021     | Lissabon       | ITF W25   | Hartplatz         | Ellen Perez     | 6:4, 6:4      |
| 5.  | 13. August 2023   | Brasília       | ITF W80   | Hartplatz         | Léolia Jeanjean | 6:4, 4:6, 6:2 |
| 6.  | 18. Februar 2024  | Roehampton     | ITF W50   | Hartplatz (Halle) | Heather Watson  | 7:5, 7:5      |
| 7.  | 5. Mai 2024       | Bonita Springs | ITF W100  | Sand              | Maya Joint      | 6:1, 6:3      |

### Doppel
| Nr. | Datum           | Turnier        | Kategorie | Belag             | Partner                  | Finalgegner                                      | Ergebnis  |
| --- | --------------- | -------------- | --------- | ----------------- | ------------------------ | ------------------------------------------------ | --------- |
| 1.  | 14. Mai 2022    | Saint Gaudens  | ITF W60   | Sand              | Fernanda Contreras Gómez | Valentini Grammatikopoulou Anastassija Tichonowa | 7:5, 6:2  |
| 2.  | 4. Februar 2023 | Rome (Georgia) | ITF W60   | Hartplatz         | Fanny Stollár            | Mana Ayukawa Gabriela Knutson                    | 6:3, 6:0  |
| 3.  | 2. März 2024    | Trnava         | ITF W50   | Hartplatz (Halle) | Moyuka Uchijima          | Weronika Falkowska Fanny Stollár                 | 6:4, 7:63 |
| 4.  | 4. Mai 2024     | Bonita Springs | ITF W100  | Sand              | Fanny Stollár            | Valentini Grammatikopoulou Walerija Strachowa    | 6:4, 7:5  |

## Weltranglistenpositionen am Saisonende
| Jahr   | 2015 | 2016 | 2017 | 2018 | 2019 | 2020 | 2021 | 2022 | 2023 | 2024 |
| ------ | ---- | ---- | ---- | ---- | ---- | ---- | ---- | ---- | ---- | ---- |
| Einzel | 1173 | –    | 784  | 684  | –    | 1123 | 315  | 250  | 219  | 40   |
| Doppel | –    | 1204 | 1206 | 1021 | 858  | –    | 496  | 430  | 427  | 244  |

## Auszeichnungen
- WTA Neuling des Jahres – 2024[3]